# NHK岐阜放送局
NHK岐阜放送局（日语：NHK岐阜放送局），又译NHK岐阜广播电视台，是日本放送協會位於岐阜縣岐阜市、負責主管岐阜縣當地事務的地方广播电视台（放送局）。

## 频道频率一览

### 电视频道
- NHK综合频道（呼号JOOP-DTV）

### 广播频率
- NHK调频广播（呼号JOOP-FM）

## 外部連結
- NHK岐阜放送局 （页面存档备份，存于）
- NHK岐阜放送局的X（前Twitter）